# 올레

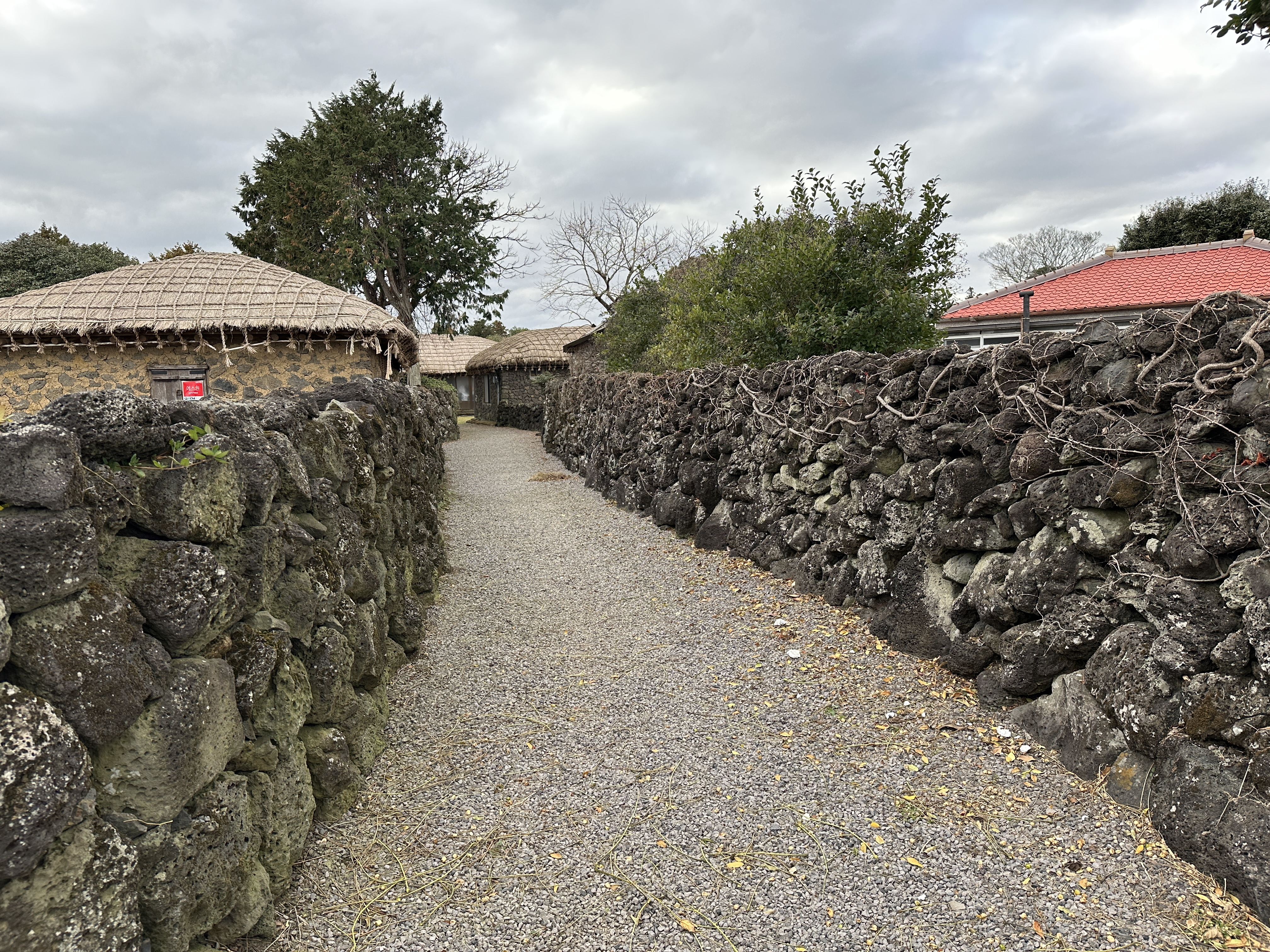
제주 성읍마을에 있는 올레

올레는 주거 형태의 특징적인 구조로 볼 수 있으며, 큰 길에서 집까지 이르는 골목을 의미하는 제주어이다. 제주의 거친 바람으로부터 가옥을 보호하기 위해서 집 주변으로 돌담을 쌓았다. 하지만 돌담의 입구로 불어 오는 바람을 막지를 못하기 때문에 입구에서부터 좁은 골목을 만들었다. 돌담은 제주에 많은 현무암을 쌓아 만들었다.

## 특징과 구조
마을길에서 집안으로 들어가는 골목길이 제주 올레다. 올레길 양쪽은 구멍 숭숭 뚫린 돌담으로 쌓았다. 이 올레담은 대개 직선으로 이어지지 않고 구부러진 곡선이다. 맞받아치는 거센 바람의 영향을 줄이고 그 힘을 분산시켜 한꺼번에 집안으로 불어 닥치는 것을 막기 위해서다. 강한 바람을 부드러운 곡선으로 다스리려는 제주 섬사람들의 지혜가 올레에 오롯이 스며있다.
제주 올레는 마을길-어귀-올레길-올레목-마당으로 이어지는 구조다. 올레담의 높이는 2미터 남짓, 올레길 너비는 2~3미터 남짓, 올레길 길이는 6~15미터 남짓이며, 지역과 장소에 따라 조금씩 다르다.
올레 첫머리에는 ‘어귓돌’을 놓았다. 올레 첫담 맨 밑에 세운 큰 돌을 말하는데, 여기서부터 올레가 시작된다는 뜻이다. 올레길 양쪽 바닥에는 평평한 ‘잇돌’ 또는 ‘다리팡돌’을 놓아 징검다리로 삼았다. 비가 올 때 흙이 신발에 묻지 않고 지나갈 수 있도록 한 것이다. 이어 놓으면 잇돌, 띄엄띄엄 놓은 것이면 다리팡돌이라 불렀다.

올레가 마당으로 이어지기 직전까지 부드러운 곡선을 보이다가 막바지에 이르러 심하게 구부러진 곳이 ‘올레목’이다. 올레길의 극적인 공간전환을 방문자에게 보여주며 올레를 마무리 짓는 곳이다. 올레목을 지나면 시야가 넓어지고 집안의 모습이 완전히 드러난다. 정낭은 대개 이곳에 설치했다. 여유가 있는 집은 초가를 짓고 이문간(집대문)을 두었다. 이문간이 있는 올레는 짧으며, 직선형이 보통이다. — 제주 올레, 섬·자연·인간 삶의 ‘아카이브’《내 마음속의 굴렁쇠》2013년 11월 11일

## 같이 보기
- 올레길
- 존 뮤어 트레일(JMT, John Muir Trail)